# Savoie
Savoie (IPA: [saˈvwa]; arpitánul: Savouè, olaszul: Savoia; hagyományos magyar írásmódja Szavoja) Franciaország egyik megyéje (département) Auvergne-Rhône-Alpes (2015 végéig Rhône-Alpes) régióban. A Nyugati-Alpok előterében fekszik, területét Ain, Haute-Savoie, Isère és Hautes-Alpes megyék, ill. keletről Olaszország (Piemont tartomány) határolják. 1860-ban hozták létre, amikor a Savoyai Hercegséget a Francia Császársághoz csatolták. A megyék sorszámozott listájában a 73. számot kapta (látható postai irányítószámokban, autók rendszámának utolsó 2 karakterében, stb.)

## Történelme
Neve a latin Sapaudia vagy Sabaudia szóból származik, ami fenyves erdővidéket jelent.
Hosszú időn át a Savoyai-ház örökös tartományainak (États de Savoie) része volt, és a Savoyai Grófság, majd a Savoyai Hercegség fennhatósága alá tartozott, ami 1720 után a Szárd-Piemonti Királyság része lett, a mai Haute-Savoie megye területével együtt. Savoyát a 15. századtól kezdve a Francia Királyság több alkalommal is elfoglalta. A francia forradalom után, 1792-ben az ismét megszállt Savoyát beolvasztották az ekkor kialakított Mont Blanc megyébe (Département du Mont-Blanc), ennek része maradt I. Napóleon bukásáig, 1815-ig. Bizonyos részterületeit 1798-ban Léman megyéhez (Département du Léman) csatolták, 1814-ig. A bécsi kongresszus visszaadta a Szárd-Piemonti Királyságnak. Az 1859-es osztrák-francia-szárd háborút követően 1860-ban egész Savoya területe (a Nizzai Grófsággal együtt) a Francia Császársághoz került. A történelmi Savoya (Pays de Savoie) helyén két új megyét szerveztek: Savoie megyét Chambéry fővárossal, és Haute-Savoie megyét Annecy fővárossal.
A Tarentaise völgy központi települése, Moûtiers 1926-ig körzeti központ (chef-lieu d'arrondissement) volt. 1992-ben Savoie megye rendezte az téli olimpiai játékokat Albertville-ben, és a környező hegycsoportok (Tarentaise és Beaufortain) lejtőin.

## Földrajza
Savoie megye nagy részét hegyvidék alkotja:
- Bauges hegység (Massif des Bauges).
- Chartreuse hegység (Massif de la Chartreuse), itt működik a „Karthauzi rend” anyakolostora (La Grande Chartreuse). A szerzetesrend a hegységről nyerte nevét.
- Vanoise hegység (Massif de la Vanoise).
- Beaufortin hegység (Massif du Beaufortain).
- Avant-Pays savoyard (kb. a „savoyai végvidék”): A történelmi Savoyai Hercegség nyugati határvidéke, a Jura hegység legdélibb része, kisebb tengerszint feletti magasságban. Ma Savoie megye nyugati, Ain megyével (Bugey vidékével) szomszédos területe, a Rhône folyó és a Bourget-tó között.

A megyét átszeli az Isère folyó, amely a Nyugati-Alpokban, a 2764 m magas Iseran hágón (Col de l’Iseran) ered, Savoie és Isère megyék határán. Az Isère folyó táplálja a Bourget tavat (lac du Bourget) [ejtsd burzsé], Franciaország legnagyobb és legmélyebb természetes tavát, és az Aiguebelette tavat, (lac d’Aiguebelette) [ejtsd egbölett], az ország egyik legtisztább vizű tavát, ahol már 1976 óta tilos a motorcsónakok használata.

## Címerei
|  | Savoie megyének nincs hivatalosan elfogadott címere. A bal oldali címer az egységes történelmi Savoyai Hercegség címere, ezt hagyományosan és elterjedten használják a Savoya területén kialakított mindkét megyében, Savoie-ban és Haute-Savoie-ban egyképpen. A Savoya-címerrel ellátott zászlók és útjelző táblák mindkét megyében megtalálhatók. |
|  | Az itt (balra) látható modern címereket 1949-ben Robert Louis francia heraldikus, címertervező művész készítette Savoie számára, és mint magánszemély, javaslatként közreadta. A címer azúrkékkel határolt ék alakú ezüst mezőben kis méretben ábrázolja a Savoyai címerpajzsot. A párizsi központi kormányzat támogatja ennek bevezetését, de az új címer hivatalos elfogadására sohasem folytattak le hivatalos eljárást. Robert Louis a kettévágott Savoya helyén létrehozott másik francia megye, Haute-Savoie részére is készített címertervet, azonos heraldikai elemekből (jobbra). |

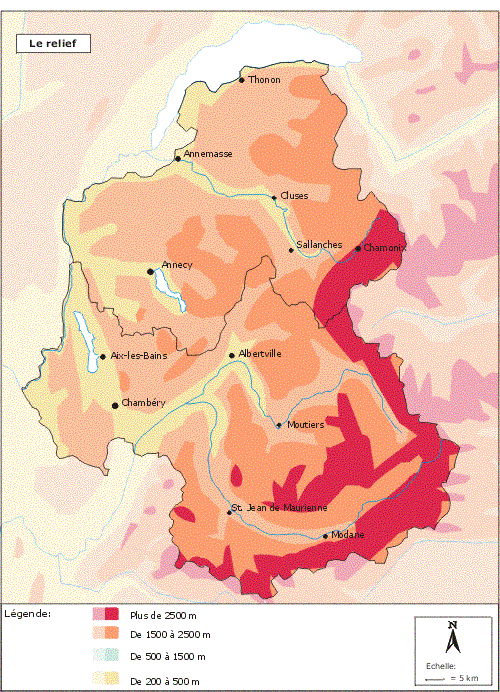
A két Savoya domborzati térképe.

## Lakosság
Savoya (azaz Savoie és Haute-Savoie megyék) lakosai önmagukat franciául Savoyard-nak nevezik [ejtsd: szávoájár]. Hallható még történelmi elnevezésük: Savoisiens [ejtsd: szávoázien], vagy újabban a Savoyens [ejtsd szávoájen] is. Savoie megye fontosabb városai:
- Chambéry, a megye közigazgatási székhelye: 55 786 lakos, az agglomerációval együtt 113 457 lakos, ebből La Motte-Servolex 10 912 lakos (2006), a francia államvasutak (SNCF) jelentős gócpontja.
- Aix-les-Bains : 25 732 lakos, az agglomerációval együtt 40 278 lakos.
- Albertville : 17 340 lakos, az agglomerációval együtt 31 162 lakos.
- Saint-Jean-de-Maurienne : 8 902 lakos, az agglomerációval együtt 9 846 lakos.

A népsűrűség erős szóródást mutat. A lakosság többsége a völgyekben, különösen az Isère folyó völgyében települt, a nagy kiterjedésű hegyvidéken gyakorlatilag nincs állandó lakosság.

## Idegenforgalom, turizmus
Savoya lakosai bevételeiknek mintegy felét (a Chambéry Kereskedelmi Kamara adatai szerint) a turizmusból nyerik. A szálláshelyek több, mint 30 millió vendégéjszakát regisztrálnak évente. A turizmus a megye gazdaságának húzóágazata. A nyári vendégek forgalma a 19. század végén kezdődött, a téli szezon (síelők) a 20. század fedezték fel Savoyát. Savoie megyében igen nagyszámú, jól kiépített síközpont (station de ski) található, köztük több világhírre is szert tett. A legfontosabb síközpontok:
- Espace Killy (Tignes és Val-d’Isère együtt)
- Les Arcs (Savoie)
- La Plagne
- Valmorel
- Les Saisies fontos sífutó és alpesi síző terep.
- Savoie Grand Revard (Aix-les-Bains városa fölött), Franciaország egyik legnépszerűbb sífutó központja
- Les Trois Vallées (a Három Völgy), ezen belül: Méribel, Courchevel, Les Menuires és Val Thorens.

A helyi termálvizes források gyógyító hatását már az ókori római időkben ismerték és alkalmazták. A gyógyturizmus és a modern wellness-ipar igen fejlett. Legnagyobb működő központjai Aix-les-Bains, Challes-les-Eaux, Brides-les-Bains és La Léchère.

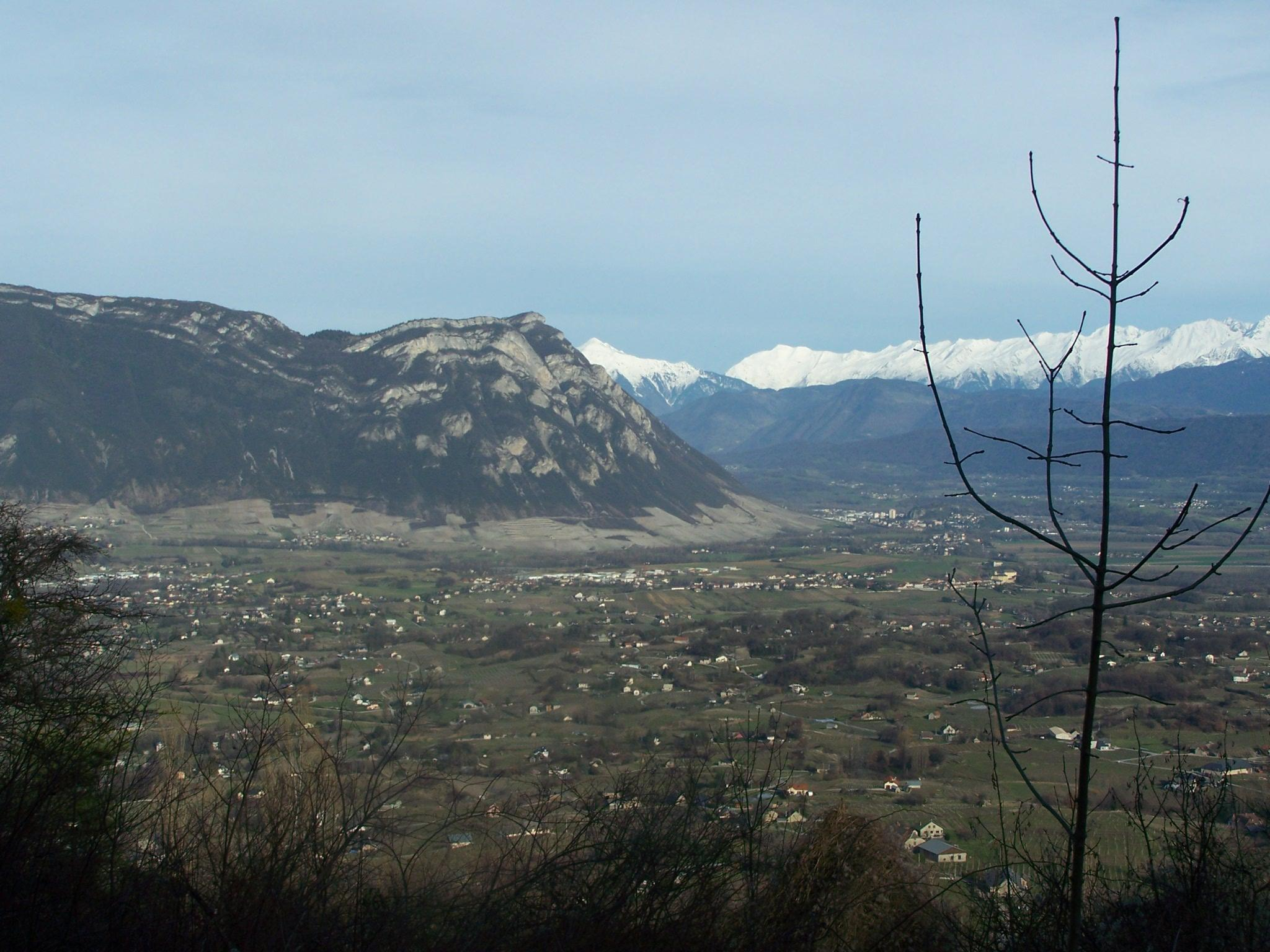
Savoya nyugati kapuja: Combe de Savoie.
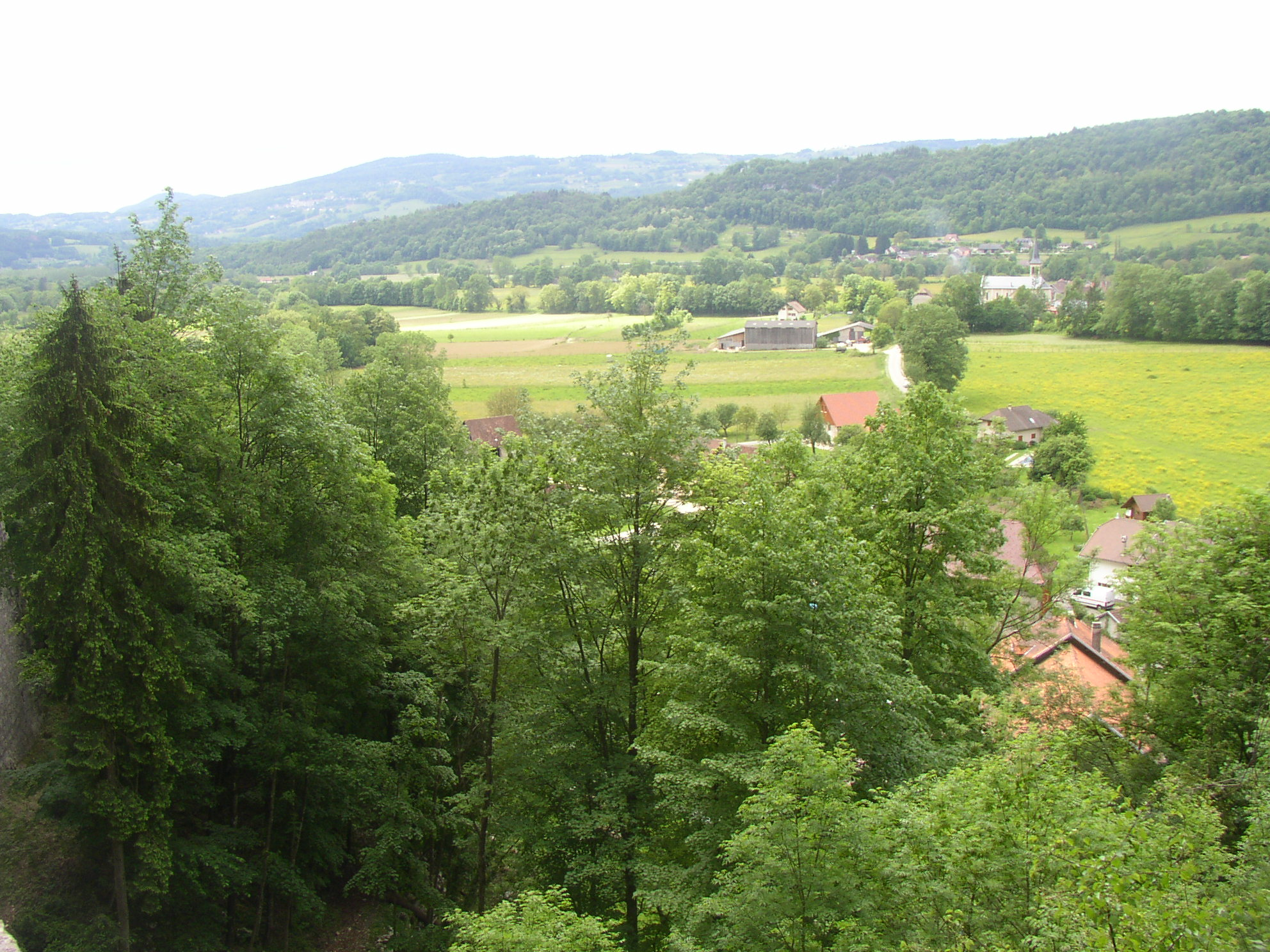
Alacsony dombvidék: (Avant-Pays savoyard).
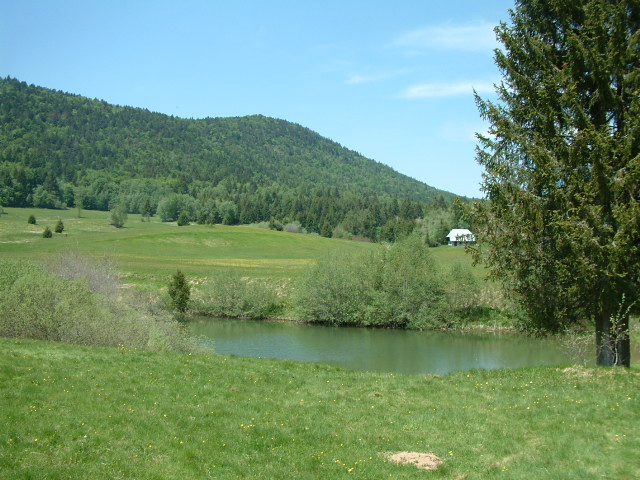
Középhegység: A Mariet fennsík (Bauges).
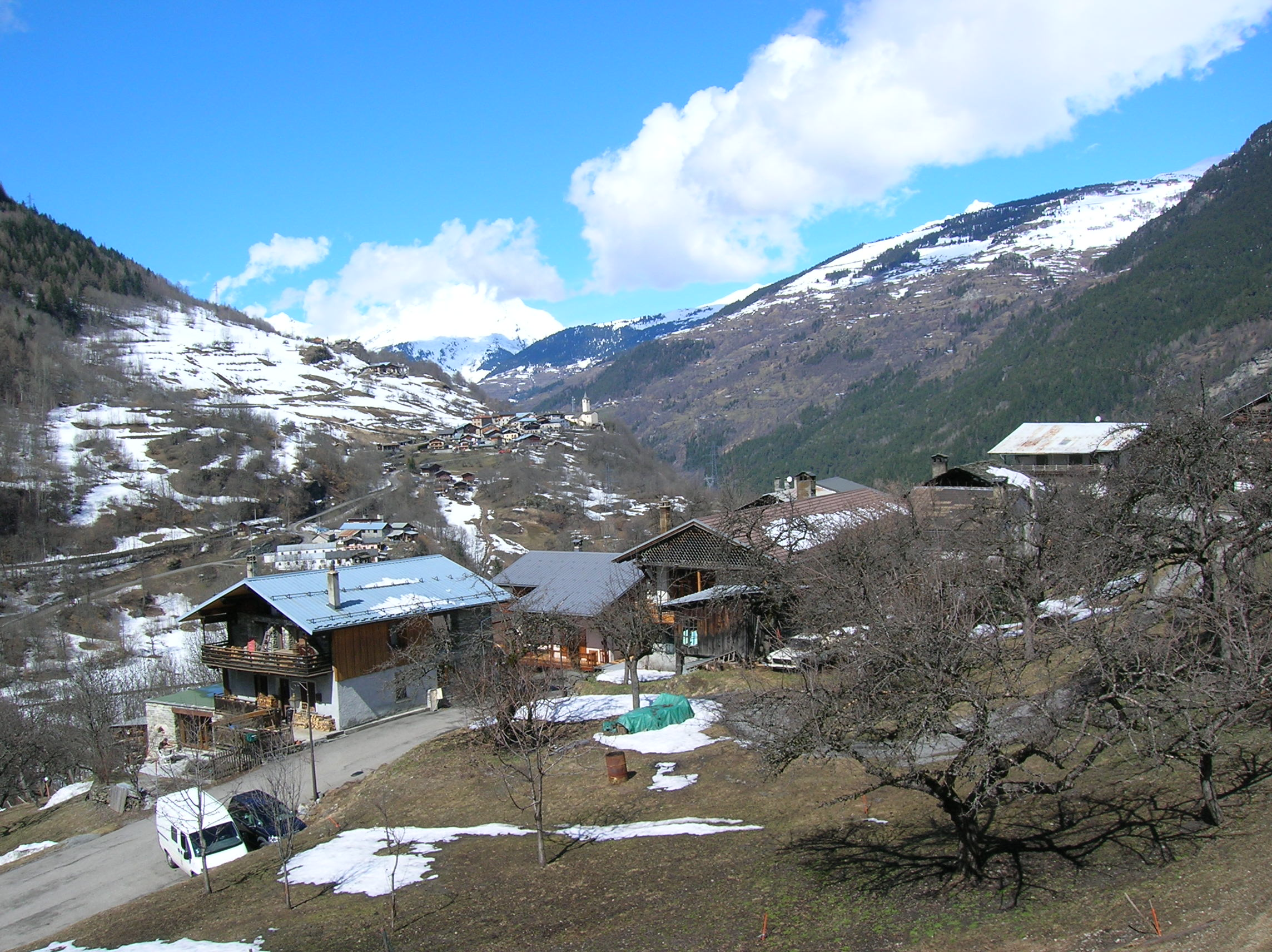
Magashegyi község: Sainte-Foy-Tarentaise.

## Ipar és mezőgazdaság
A klasszikus ipari tevékenység is hangsúlyosan jelen van. A Rhône folyón és a hegyi folyókon működő vízerőművek energiatermelésére alapozva jelentős a színesfémkohászat, főleg az alumínium-feldolgozás.
Savoya mezőgazdaságának legfontosabb ágazata a havasi legelőkön folytatott szarvasmarha-tenyésztés és a sajtkészítés, továbbá a borászat és gyümölcstermelés. A leghíresebb helyi sajtféleségek: Beaufort, Gruyère de Savoie, Reblochon, Tamié, Tome des Bauges, Tomme de Savoie.

## Egyházszervezet
Savoie megye három katolikus egyházmegyére oszlik, Chambéry, Maurienne és Tarentaise, ezek együttesen alkotják a Chambéry érseke alá rendelt érseki tartományt.